# Église Sainte-Catherine de Vilnius
Pour les articles homonymes, voir église Sainte-Catherine.
L'église Sainte-Catherine est l'église de l'ancien monastère des Bénédictins de Vilnius. Cette église de style baroque domine la vieille ville de ses tours de couleur rose. Elle est située près de l'ancien couvent des Dominicains, à l'angle de la rue des Bénédictins et de la rue Saint-Ignace.

## Histoire
Les moines bénédictins sont arrivés de Nieswiez (aujourd'hui Niasvij en Biélorussie) à la fin des années 1620 et leur église de bois dédiée à sainte Catherine est consacrée en 1632. Au fil des ans, le monastère est agrandi et une nouvelle église est construite en pierre en 1650. Elle est réaménagée au début du XVIIIe siècle, après la guerre russo-polonaise, et reconstruite entre 1741 et 1773, après un incendie qui avait provoqué de graves dommages. Les pères bénédictins commandent à Szymon Czechowicz bon nombre de tableaux.
L'intérieur de l'église, achevé dans les années 1760, est considéré comme un chef-d'œuvre du baroque tardif. C'est à cette époque que sont construites les tours rococo de la façade par l'architecte germano-balte Johann Christoph Glaubitz.  Le monastère possédait une bibliothèque immense (en partie conservée aujourd'hui à la Bibliothèque  nationale de Lituanie). Lorsque Vilna (nom officiel de Vilnius à l'époque de l'Empire russe) est occupée par les troupes de Napoléon à partir de juin 1812, l'église sert d'entrepôt et le monastère d'infirmerie. À la fin du XIXe siècle d'anciennes religieuses franciscaines du couvent Saint-Michel s'y installent pour soigner les malades. Elles laissent ensuite la place à un lycée de jeunes filles. Vilna est occupée par les troupes allemandes en 1915. C'est la fin de son appartenance factuelle à la Russie impériale. On ôte le buste de Pouchkine devant l'église que les Polonais remplacent par celui du compositeur polonais Moniuszko en 1922, lorsque Wilno devient le nom officiel de la ville sous le régime de la république de Pologne.
Les moines sont expulsés dans les nouvelles frontières de la Pologne en 1946, comme la majorité de leurs compatriotes de la ville et l'église est fermée par les autorités de la république socialiste soviétique de Lituanie et transformé en entrepôt des œuvres des musées locaux. Le monastère est transformé en complexe d'habitations. L'église est restituée à l'archidiocèse de Vilnius en 1990.

## Galerie

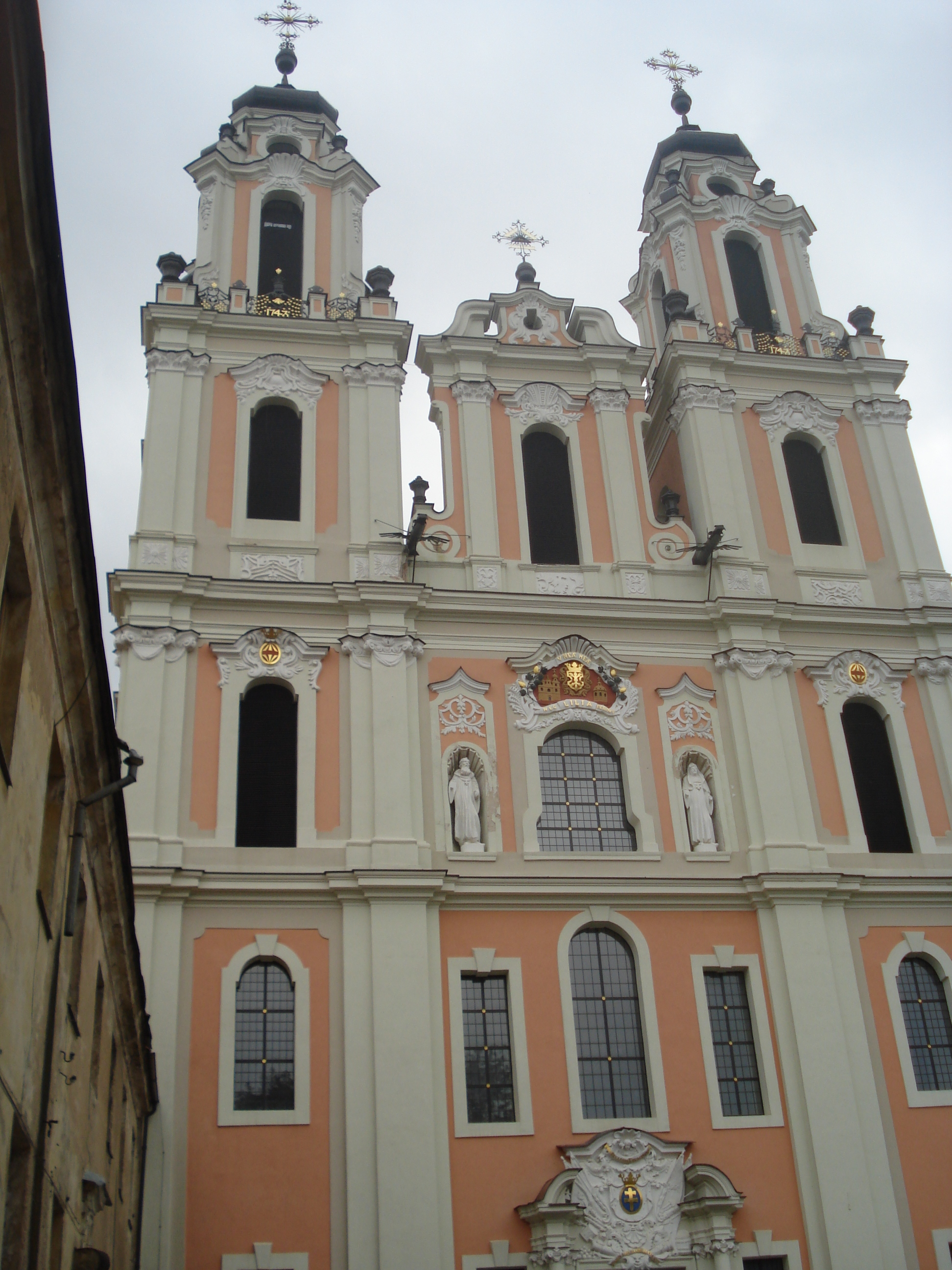
Façade de l'église
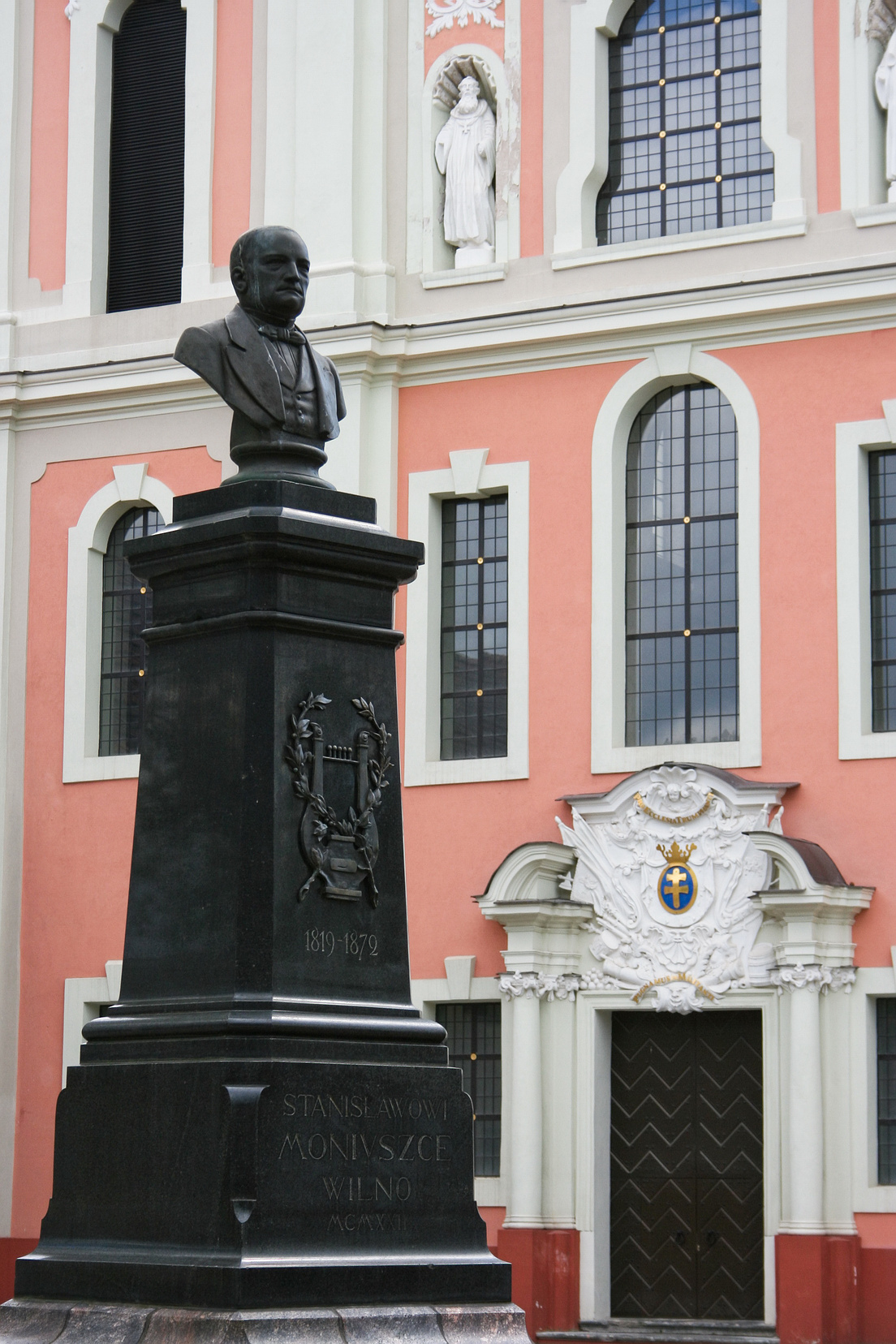
Buste de Moniuszko
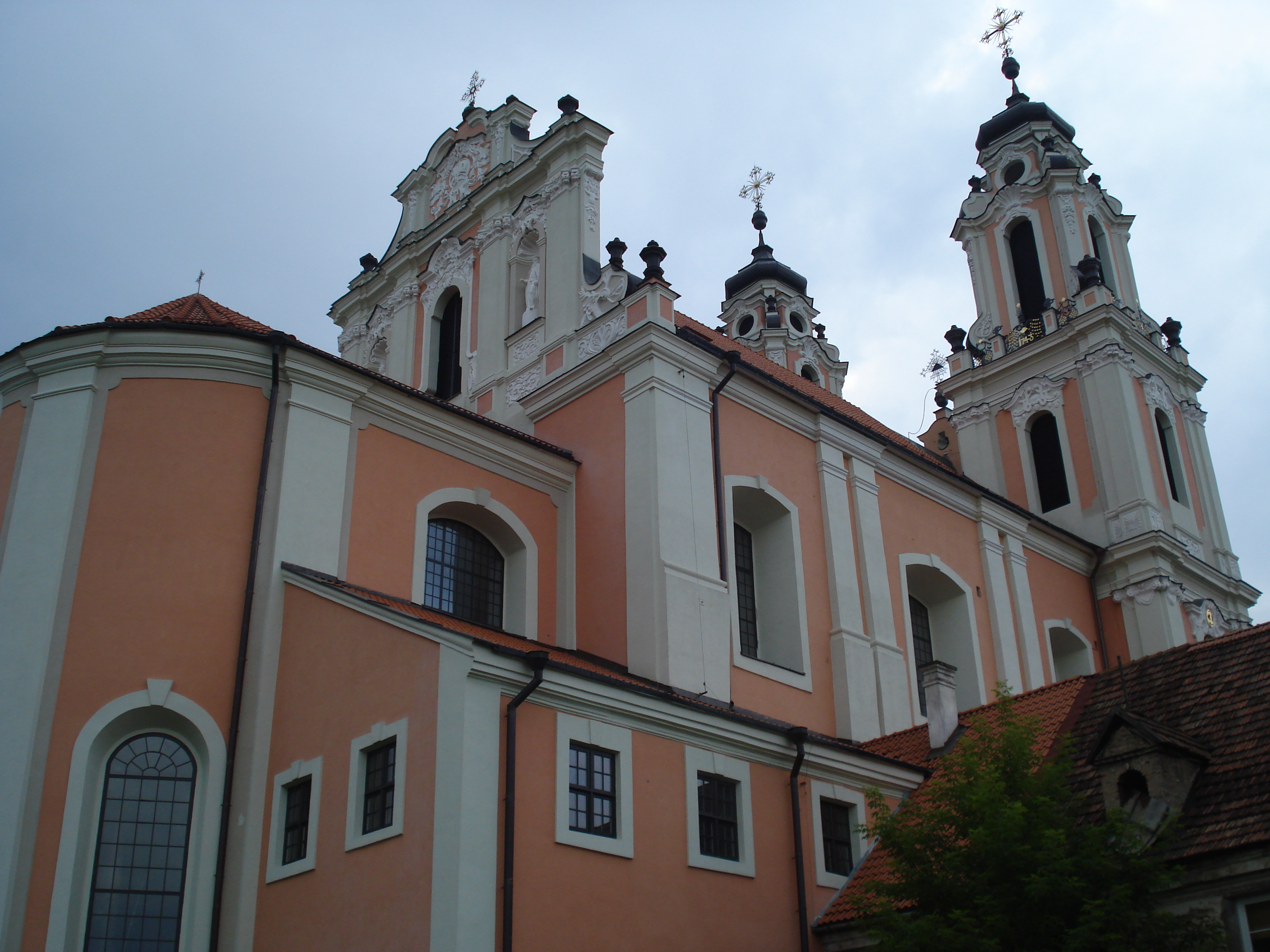
Abside et vue de côté
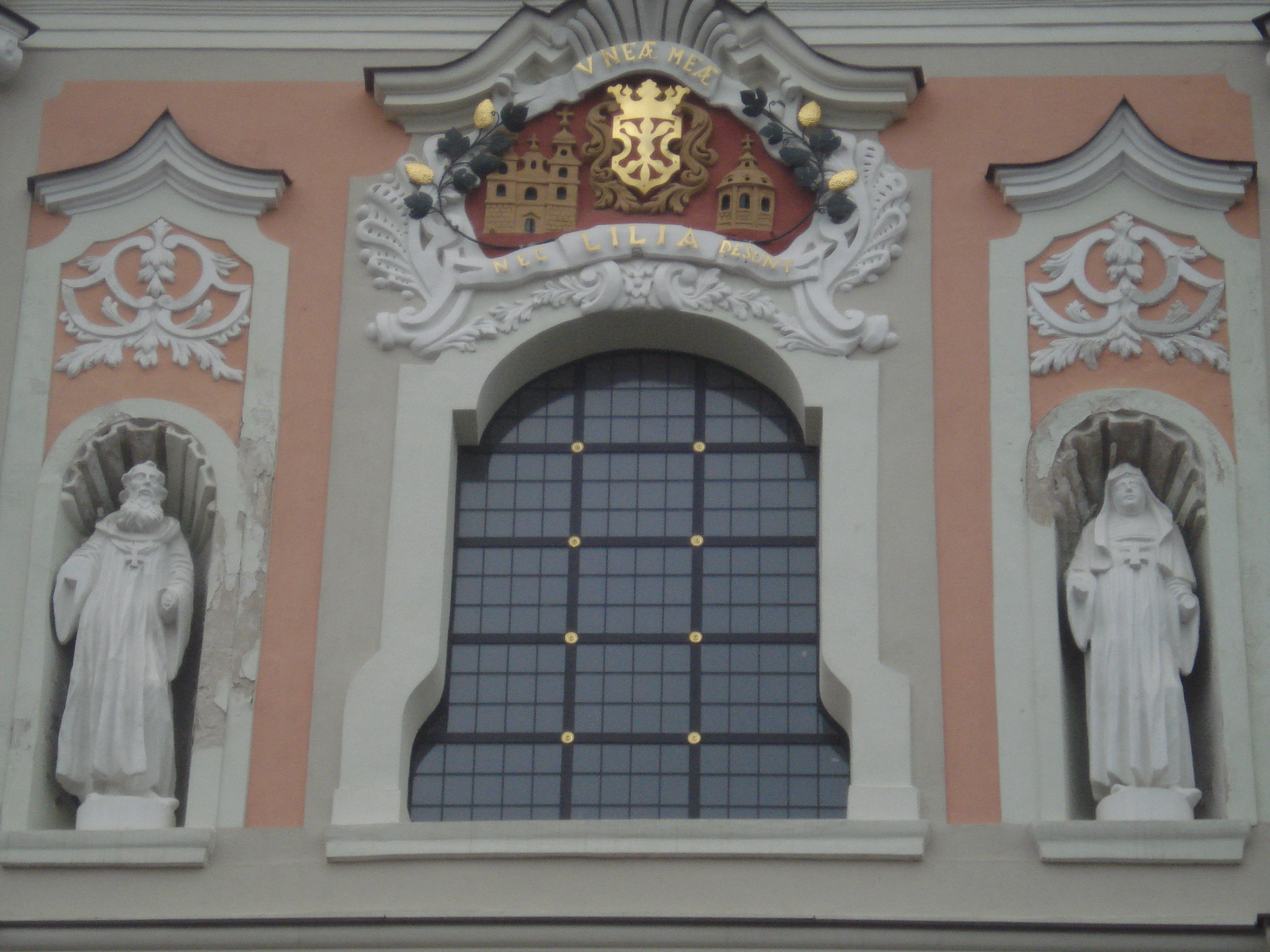
Statues de saint Benoît et de sainte Catherine
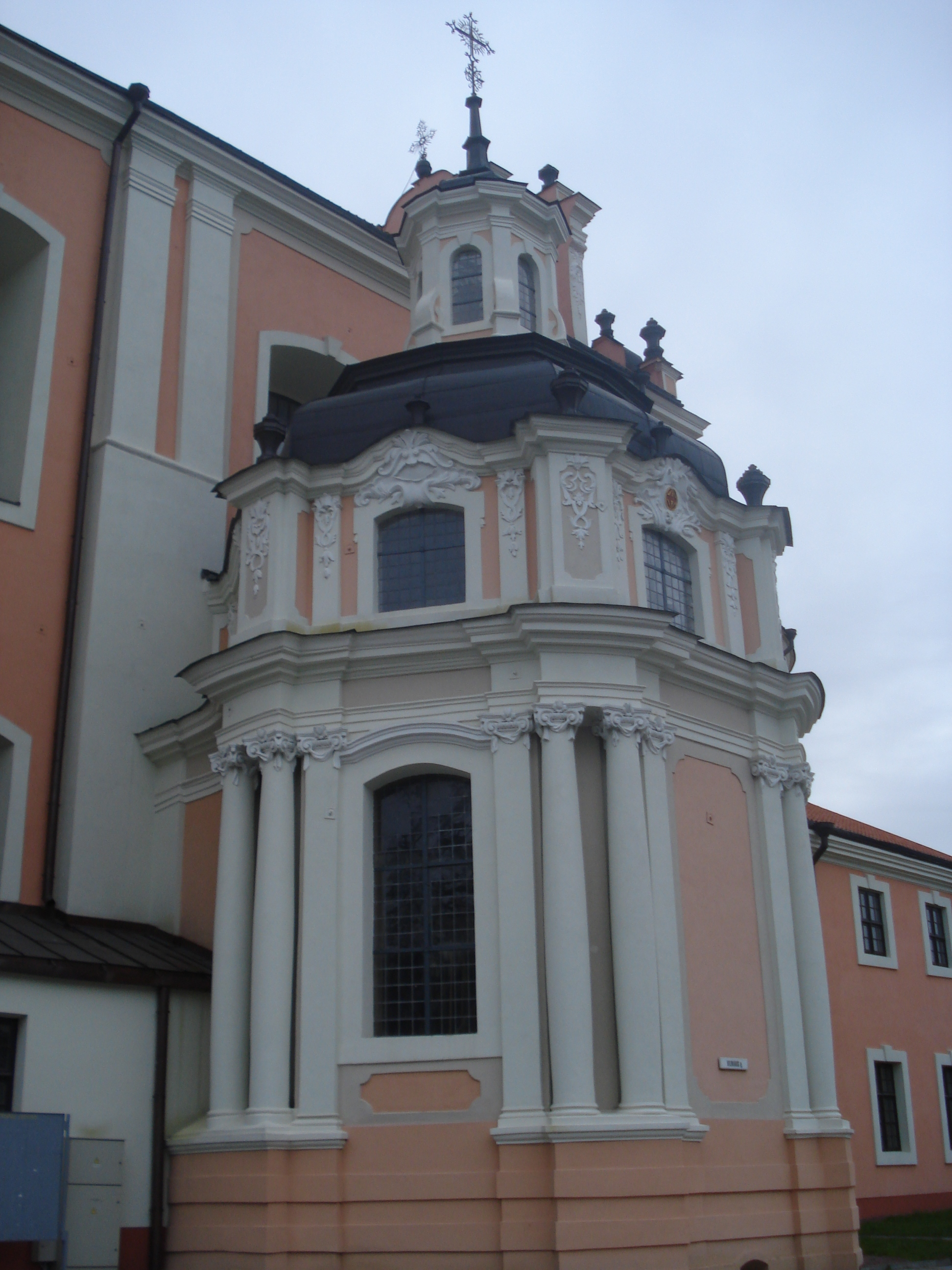
Chapelle
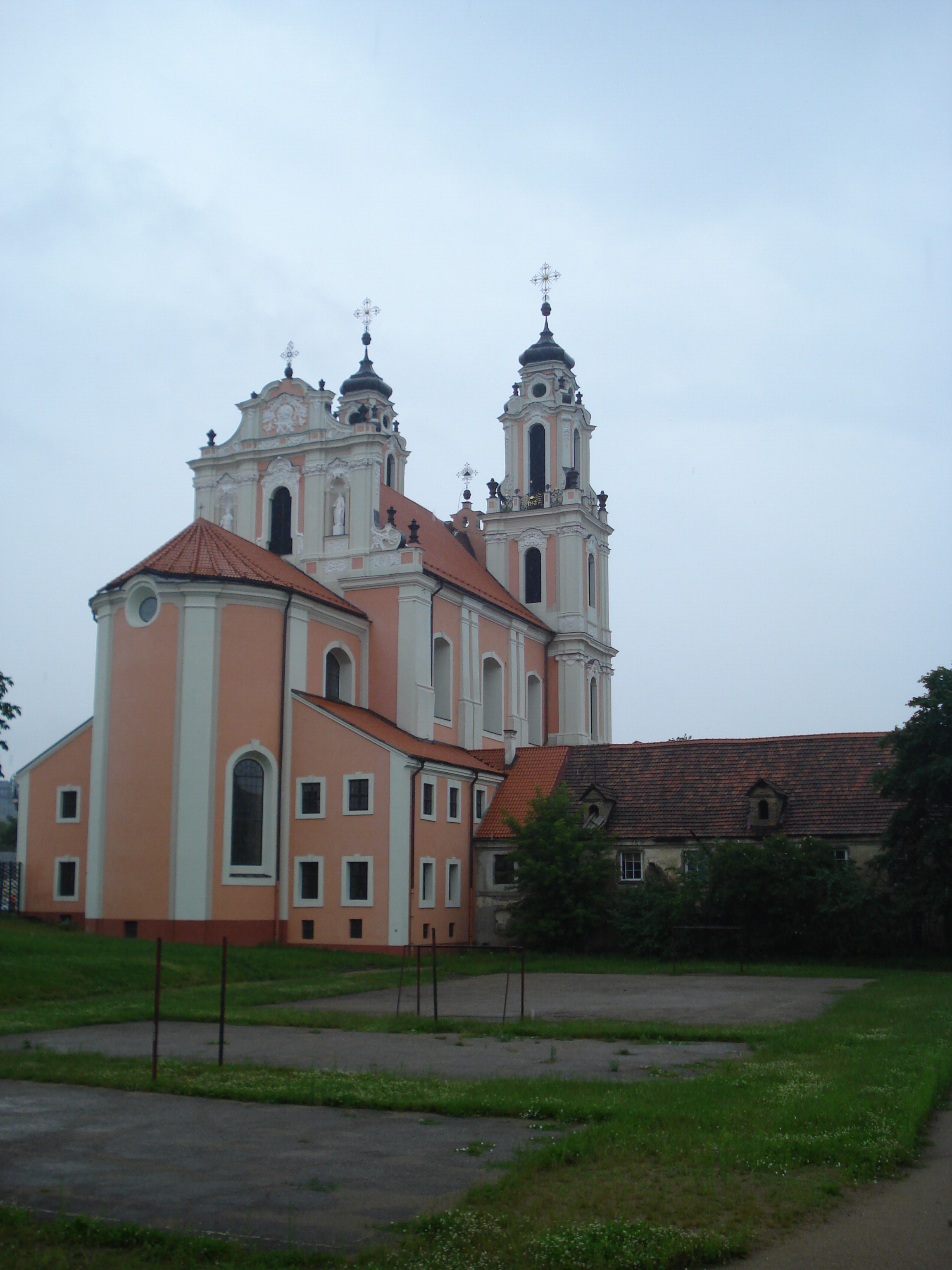
Abside et vue du stade à l'emplacement de l'ancien jardin des moines